# Achuza (Haifa)

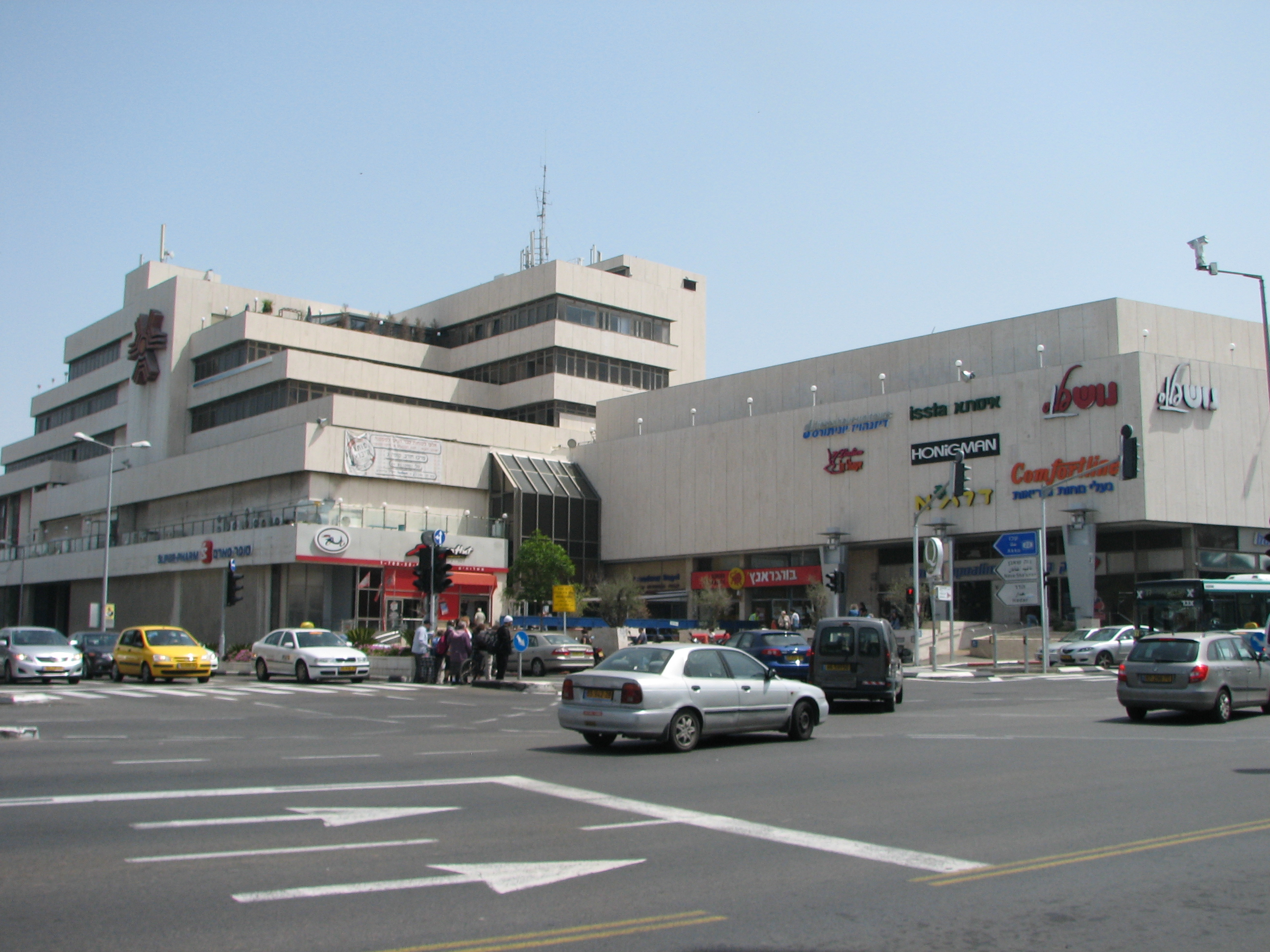
Zástavba na ulici Chorev ve čtvrti Achuza

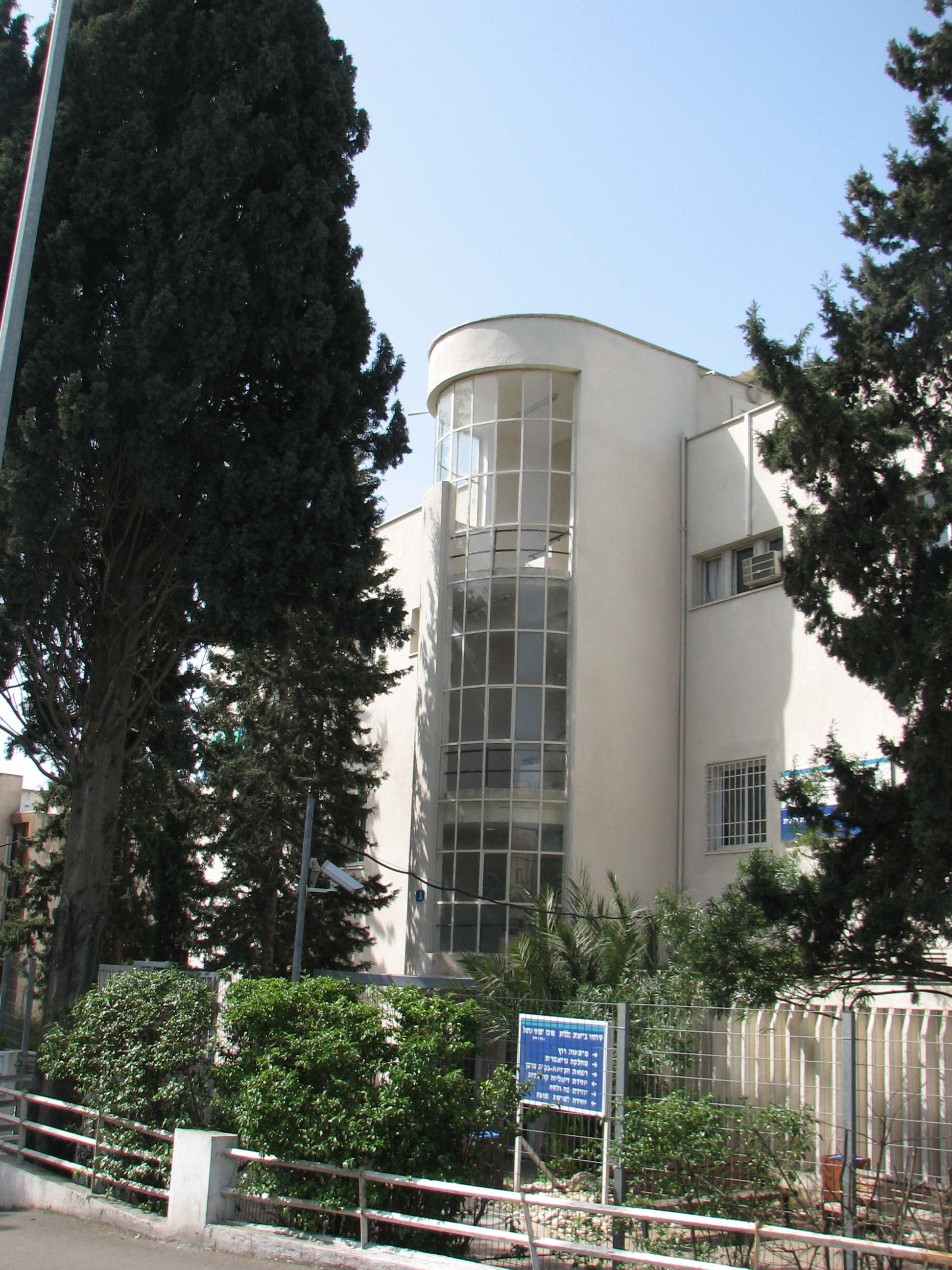
Budova staré nemocnice ve čtvrti Achuza

Achuza (hebrejsky: אחוזה, též Achuzat Šmu'el, אחוזת שמואל, doslova Šmu'elova čtvrť) je čtvrť v jihozápadní části Haify v Izraeli. Nachází se v administrativní oblasti Ramot ha-Karmel, v pohoří Karmel.

## Geografie
Leží v nadmořské výšce necelých 300 metrů, cca 4 kilometry jihozápadně od centra dolního města. Na jihu s ní sousedí čtvrť Ramat Eškol, na východě čtvrť Ramat Ben Gurion a Romema, na severu čtvrť Šambur. Nachází se na vyvýšených terasách, které člení hluboká údolí, jimiž protékají četná vádí. Na západní straně je to Nachal Ezov, na jihozápadní Nachal Achuza. Na severovýchod tečou přítoky vádí Nachal Giborim. Údolí těchto sezónních toků jsou souvisle zalesněna. Čtvrtí prochází lokální silnice číslo 672 v ose třídy Chorev, která je hlavní osou této oblasti. Populace je židovská.

## Dějiny
Byla zřízena ve 20. letech 20. století jako nové předměstí na hřbetu Karmelu. Později byla zástavba doplněna novými obytnými soubory. Plocha této městské části dosahuje 1,62 kilometru čtverečního). V roce 2008 tu žilo 5800 lidí.